# Кореньков, Дмитрий Александрович
Дми́трий Алекса́ндрович Коренько́в (21 марта 1920 — 12 ноября 1995) — советский и российский учёный в области агрохимии удобрений, доктор сельскохозяйственных наук, академик ВАСХНИЛ (1988).

## Биография
Родился в Липецке. 
В 1937 г. поступил в Московскую сельскохозяйственную академию им. К. А. Тимирязева (ТСХА), на 3 курсе был призван в РККА. Участник Великой Отечественной войны. После демобилизации продолжил обучение.
Окончил ТСХА (1950) и её аспирантуру (1953).
Работал во ВНИИ удобрений и агропочвоведения: младший (1953—1954), старший научный сотрудник (1954—1962), заместитель директора по научной работе (1962—1965), директор (1965—1973), заведующий лабораторией (1974—1995).
Разработал новые принципы теории жидких азотных удобрений и практики их применения, показал особенности разложения мочевины в почве. Под его руководством и при непосредственном участии разработана новая технология применения ранневесенней азотной подкормки озимых зерновых и многолетних трав, основанная на выборе оптимальных сроков внесения азота. Дал научную оценку эффективности применения минеральных удобрений в севооборотах.
Доктор сельскохозяйственных наук (1967), профессор (1970), академик ВАСХНИЛ (1988).

## Награды
Награжден орденами Отечественной войны II степени, Красной Звезды, «Знак Почёта», многими медалями СССР, золотой медалью им академика Д. Н. Прянишникова, медалями ВДНХ.

## Основные работы
Автор более 250 научных публикаций, в том числе 10 книг. В их числе:
- Калийные удобрения и их применение / соавт. П. А. Баранов. — М.: Сельхозгиз, 1956. — 96 с.
- Жидкие азотные удобрения / соавт.: П. А. Баранов, И. В. Павловский. — М.: Сельхозгиз, 1961. — 157 с.
- Новые минеральные удобрения / соавт.: В. У. Пчелкин, Ю. П. Сиротин. — М.: Сельхозиздат, 1963. — 128 с.
- Минеральные удобрения и их рациональное применение. — 2-е доп. изд. — М.: Россельхозиздат, 1973. — 176 с.
- Агрохимия азотных удобрений / АН СССР. Ин-т агрохимии и почвоведения и др. — М.: Наука, 1976. — 222 с.
- Научные основы и рекомендации по применению удобрений в Нечерноземной зоне Европейской части РСФСР / соавт.: П. А. Баранов и др. — М.: Россельхозиздат, 1976. — 255 с.
- Справочник агрохимика. — 2-е изд., перераб. и доп. — М.: Россельхозиздат, 1980. — 286 с.
- Продуктивное использование минеральных удобрений. — М.: Россельхозиздат, 1985. — 221 с.
- Минеральные удобрения при интенсивных технологиях. — М.: Росагропромиздат, 1990. — 192 с.